# Icarosaurus
L'icarosauro (gen. Icarosaurus) è un rettile diapside vissuto nel Triassico superiore in Nordamerica.
Simile a una lucertola, questo rettile di piccole dimensioni era dotato di una sorta di "paracadute" naturale formato da espansioni delle costole, ricoperte da una membrana di pelle. Questa struttura, probabilmente, veniva tenuta ripiegata quando l'animale correva o si muoveva nei boschi, ma veniva distesa in tutta la sua ampiezza quando doveva lanciarsi da un ramo all'altro a caccia degli insetti di cui si cibava o per sfuggire ai predatori. L'icarosauro (il cui nome significa naturalmente "lucertola Icaro") era affine a un'altra lucertola alata del periodo, Kuehneosaurus della Gran Bretagna. Entrambe queste lucertole possedevano una struttura "alare" ben più specializzata di quella dell'odierno drago volante.